# آموس کولیک
آموس کولیک (عبری: עמוס קולק‎؛ زادهٔ ۱۵ سپتامبر ۱۹۴۷) کارگردان فیلم، نویسنده، فیلم‌نامه‌نویس، بازیگر، کارگردان نمایش و تهیه‌کننده فیلم اهل اسرائیل است. وی دانش‌آموختۀ دانشگاه عبری اورشلیم است.
از فیلم‌هایی که وی در آن‌ها نقش داشته است، می‌توان به فیونا و برای همیشه، لولو اشاره نمود.